# Саркаров, Нусрат Нарман оглы
Нусрат Нарман оглы Саркаров (азерб. Nüsrət Nəriman oğlu Sərkərov; 1924, Карягинский уезд — ?) — советский азербайджанский хлопковод, Герой Социалистического Труда (1950).

## Биография
Родился в 1924 году в селе Ахмедалылар Карягинского уезда Азербайджанской ССР (ныне село в Физулинском районе).
В 1942—1972 годах — тракторист Карягинской МТС, тракторист, заведующий амбаром Физулинского районного отдела «Сельхозтехника». С 1972 года — председатель ревизионной комиссии колхоза «28 апреля» Карягинского района. В 1949 году получил в обслуживаемых колхозах урожай хлопка 41 центнер с гектара на площади 160 гектаров.
Указом Президиума Верховного Совета СССР от 12 июля 1950 года за получение высоких урожаев хлопка на поливных землях в 1949 году Саркарову Нусрату Нарман оглы присвоено звание Героя Социалистического Труда с вручением ордена Ленина и золотой медали «Серп и Молот».
Активно участвовал в общественной жизни Азербайджана. Член КПСС с 1960 года.
C 2002 года — президентский пенсионер.